# スケートリンク
スケートリンク（英: ice rink、または、(ice) skating rink）は、スケートをすることが可能な広さと丈夫さを持つ、水平に氷が張られた平面、また は、それを含む施設のこと。「銀盤」「アイススケートリンク」「スケート場」「スケートセンター」「アイスアリーナ」などとも呼ばれる。

## 語源
リンク（rink）は、スコットランド語で「コース」を意味する単語であり、カーリングをする場所の名前として使われていた。その後、この語は、他のスポーツやさまざまな用途の氷の張った場所に対して転用されるようになった。

## 概要
アイススケートを実施するには、人が多数乗っても割れないほど丈夫で、摩擦が小さい平面が必要だが、冬季の気温が充分低くなって結氷する地域では、湖沼や運河、あるいは、勾配が小さい河川が最も簡便にアイススケートに供されるスケートリンクとなる。湖沼等が結氷しない地域でも、ある程度の広さをもった水平の陸上（学校の校庭・河川敷・田畑など）に冬季に水をまいて氷を張り、スケートリンクとして使用される。
製氷技術を使って人工のスケートリンク（パイピングリンク）を設置する場合は普通、冷却管を敷き詰めて水を張り、冷凍機で氷点以下に冷却した熱媒体を冷却管に循環させて氷結させる。熱媒体としては塩化ナトリウム水溶液（塩水、ブライン）や塩化カルシウム水溶液を用いる例がよく見られる。これら塩（えん）の水溶液は、凝固点降下によって氷点以下でも氷結しない。また、液化二酸化炭素を熱媒体として冷却管に循環させる方法もある。いずれであっても冷凍機を稼働させるエネルギーが必要であり、それは電気であることが一般的である。ほかに、液化天然ガス（-162℃以下）を火力発電や工業等で利用するため再ガス化する際、気化熱を周辺から収奪することを利用して熱媒体を冷却する方法もある。この例として日本国内には、大阪府立臨海スポーツセンタースケートリンクがある。
近年は、滑走可能なほど摩擦が小さいプラスチック素材を使って、氷以外でスケートリンクを造る技術もある。この方法ではエネルギーを必要としないが、滑走面にワックスを適宜塗る必要がある場合もある。
一般にレジャーとしてのアイススケートの参加人口が増加するのは冬季であるため、野外型のスケートリンクは需要と供給が合った施設となるが、屋内型は夏季の利用者減少が営業上の問題となる。また、屋内型は夏季の外気温の高さや電気料金の設定などにより、最も暑い時期のランニングコストが冬季に比べて数倍になる地域もある。そのため、屋内型は夏季にランニングコストがより低くて参加人口の多いプールや体育館等に転用し、冬季に再びスケートリンクに戻すことを毎年繰り返す施設も多い。逆に、通常は体育館や展示会場として使用し、競技会のときのみ冷却管を敷き詰めてスケートリンクを設置する例も見られる。野外型のスケートリンクでも、夏季は運動場として利用する例も見られる。なお、亜熱帯地方などでは、夏季の外気温の高さから逃れるために、涼しい屋内スケートリンクを利用する者もいるため、夏季のアイススケート参加人口が極端には減らないとの説明もある。
スケートリンクはアイススケート競技での利用を考えて、想定される競技に合った規格で建設される例がよく見られる。スケートリンクで実施される競技として、アイスホッケー、バンディ、リンクバンディ、リンゲット、スピードスケート、フィギュアスケート、アイスストックスポーツ、長靴ホッケー、カーリングがある。

## 種類

### レジャー用
特に決まった規格はなく、開設場所の事情に合わせて設置される。校庭などの土の上に水をまいてリンクをつくる場合は水平をつくるのが難しいため、あらかじめコンクリート等でリンクの大きさの水平面をつくり、その上に水をまく方法もある。

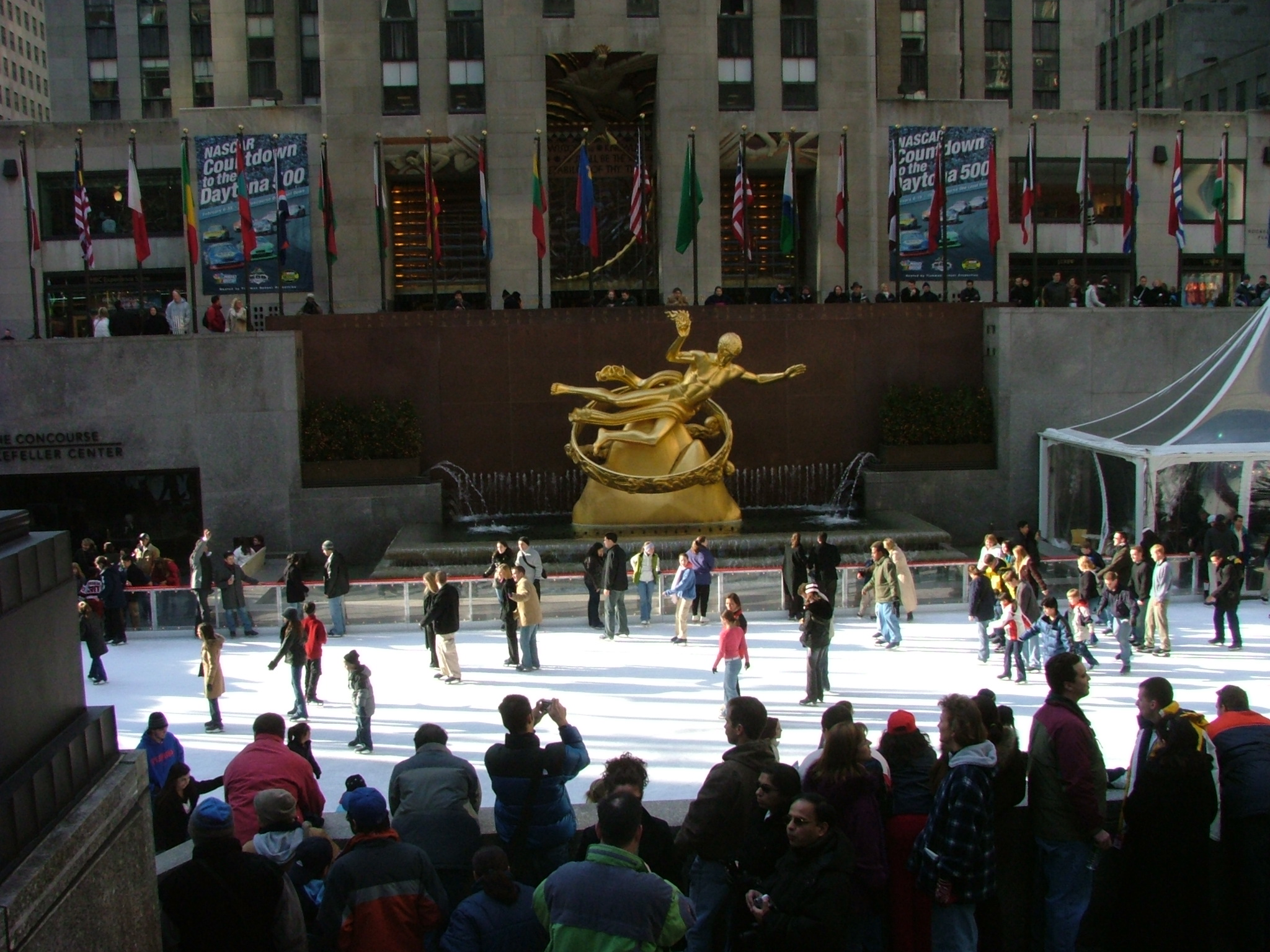
ロックフェラーセンターの冬季・屋外のアイスリンク（アメリカ合衆国・ニューヨーク）
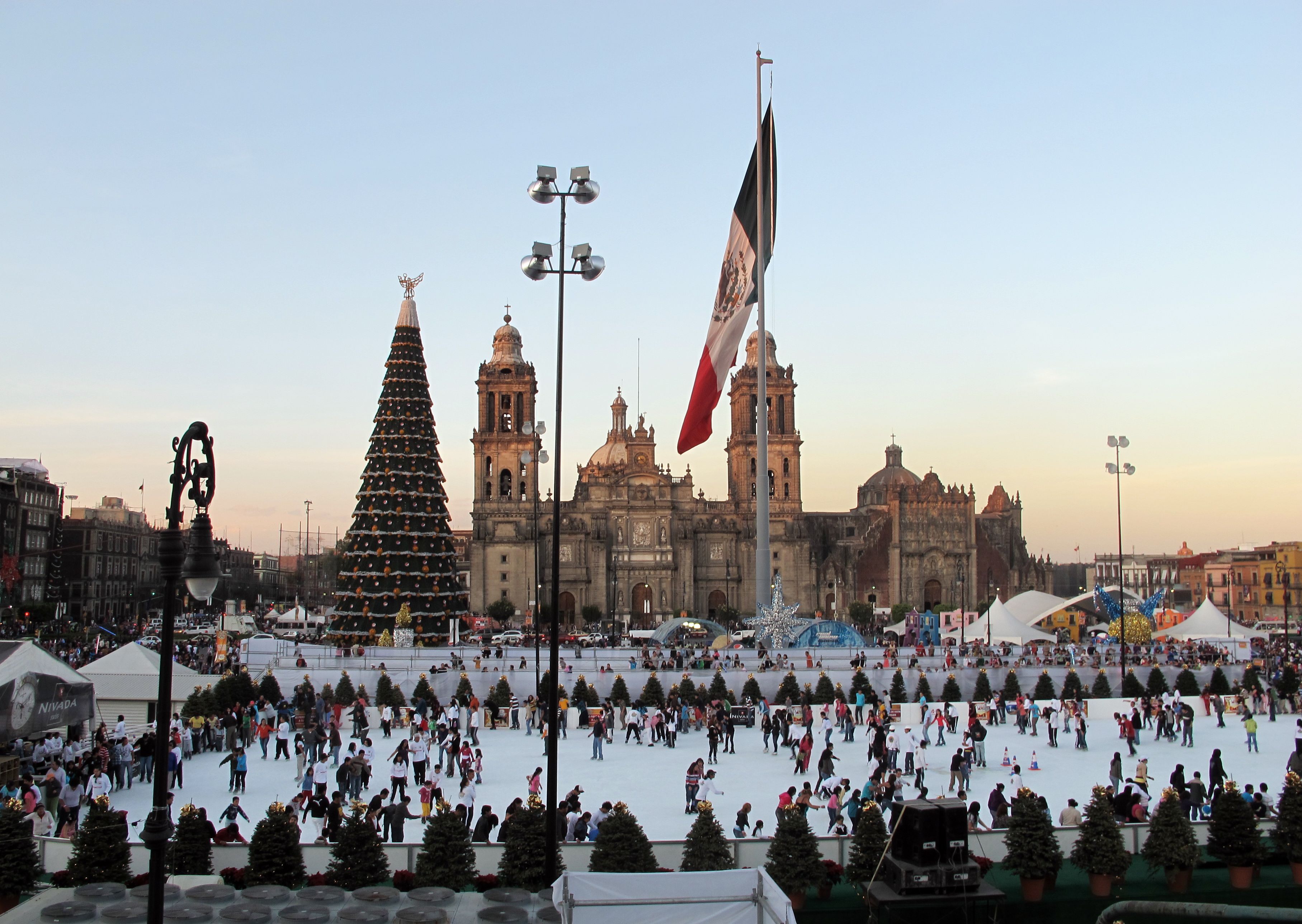
ソカロ広場の冬季・屋外のアイスリンク（メキシコ合衆国・メキシコシティ）

### 競技用
| 種目                                | リンク模式図 | 規格 |
| ----------------------------------- | ------------ | --- |
| スピード スケート                   |              | 野外、屋内、または室内において、1周が最大400m～最小333と1/3mで、ダブルレーンを備え、2つの180度のカーブを持ったトラックが使用される。カーブの内側半径は25m～26m、レーンの幅は内側が4m、外側が4m以上。 |
| ショート トラック スピード スケート |              | 屋根付きの閉ざされた室内（要暖房設備）にある60m×30m以上の広さのリンクにおいて、1周が111.12mの楕円形トラックをつくって使用する。                                                                      |
| アイス ホッケー                     |              | 国際規格では最大61m×30m、最小56m×26m。NHLで使用される北米規格は、200フィート（約61m）×85フィート（約26m）。詳細は「ホッケーリンク」参照。                                                            |
| フィギュア スケート                 |              | 国際規格では最大60m×30m、最小56m×26m。 |
| カーリング                          |              | カーリングを参照。 |
| バンディ                            |              | バンディを参照。 |

## 日本のスケートリンク
第二次世界大戦前は、大正時代末期に大阪の市岡パラダイス内に日本初の人工のスケートリンク「北極館」ができたが、全国的には数が少なかった。一般的には冬季に湖水・池水の自然氷を利用して天然のリンクとして滑走したが、天候、氷の厚さ、氷の良し悪しに左右されることが多かった。しかし、第二次世界大戦後、特に高度経済成長期に人工のスケートリンクが急速に増加したことで、天候に大きく左右されるということは少なくなった。同時にスピードスケートにおいては記録の飛躍的な向上につながった。
文部科学省の社会生活基本調査によれば、屋内リンクの設置箇所数は1969年には122、1985年には268、1996年には127あったが、年々減少し2008年には96箇所にまで減った。屋外リンクは1969年には270、1985年には672、1996年には278あったが、年々減少し、2008年には115箇所になった。冬季オリンピックが行われるたびに一時的に脚光を浴びるが、すぐに廃れてしまうのを繰り返している。
競技面からいえば、練習場所が少なくなるのは死活問題である。また、通年利用できる400mトラックのリンクがないため、日本国内の選手は、夏期の練習は海外に行かなければいけないのが難点であるが、2009年9月には北海道帯広市に屋内に400ｍトラックリンクを有する明治北海道十勝オーバルが完成し、翌年からは7月中旬にはリンクの使用を開始し、日本国内のスピードスケート競技者が夏期の練習を行う拠点になりつつある。
また関西大学の「関西大学アイスアリーナ」や中京大学の「中京大学オーロラリンク」のように大学が独自のスケートリンクを建設した例もある。

### 主なスケートリンク

#### 400mトラック
スピードスケートに使用される。
- 真駒内屋外競技場 真駒内セキスイハイムスタジアム（北海道札幌市）  屋外
- 苫小牧市ハイランドスポーツセンター屋外スケート場（北海道苫小牧市） 屋外
- 帯広の森スピードスケート場 明治北海道十勝オーバル（北海道帯広市） 屋内
- 釧路市柳町スピードスケート場（北海道釧路市） 屋外
- 八戸市長根スケートリンク YSアリーナ八戸 （青森県八戸市） 屋内
- 岩手県営スケート場（岩手県盛岡市） 屋外
- 山形市総合スポーツセンタースケート場（山形県山形市落合町） 屋外
- 福島県郡山スケート場（福島県郡山市） 屋外
- 日光霧降スケートセンター（栃木県日光市） 屋外
- 群馬県総合スポーツセンター伊香保リンク（群馬県渋川市） 屋外
- 富士急ハイランド コニファーフォレストセイコオーバル（山梨県富士吉田市） 屋外
- 山梨県立八ヶ岳スケートセンター（山梨県北杜市） 屋外
- エムウェーブ（長野県長野市） 屋内
- 茅野市運動公園国際スケートセンター（NAO ice OVAL）（長野県茅野市） 屋外
- 軽井沢風越公園スケート場（長野県軽井沢町） 屋外
- 岡谷市やまびこ国際スケートセンター（長野県岡谷市） 屋外
- 松原湖高原スケートセンター（長野県小海町） 屋外
- 岐阜県クリスタルパーク恵那スケート場（岐阜県恵那市） 屋外

#### ホッケーリンク
ホッケーリンクは、アイスホッケーのほか、ショートトラックスピードスケートやフィギュアスケートに使用される規格であり、カーリングに対応している場合もある。多数あるので、通年で営業しているリンクのみ以下に列挙する。ここで言う通年営業は、週1回程度の定休日で1年中営業日を設けているという意味である。以下の中には、一般利用と貸切使用を合わせて、1年中24時間営業をしている施設もある。
- サイズ：メインリンクのサイズ。縦（m）×横（m）。
- 通年化：通年営業になった年。ただし、不明の場合は開設年。通年化した後、運営者が変更になったり、営業中断期間があったり、旧施設を解体・新設したりしている場合あり。
- 学校法人梅村学園・中京大学および学校法人関西大学・関西大学のリンクは、大学関係者および競技者の専用施設であるが、一般開放日が設定される場合あり。学校法人加計学園・倉敷芸術科学大学の教育施設であるヘルスピア倉敷のリンクは一般開放されている。
- 鉤括弧内は正式名称と並列される愛称。括弧内は広く知られた通称。命名権売却によって正式名称より優先される愛称が設定されている場合は、愛称の方を記載。

| 地方   | 都道府県 | 都市     | 施設名                                                     | 位置                                   | サイズ  | 通年化 |
| ------ | -------- | -------- | ---------------------------------------------------------- | -------------------------------------- | ------- | ------ |
| 北海道 | 北海道   | 札幌市   | 札幌市月寒体育館                                           | 北緯43度1分45.1秒 東経141度23分57.5秒  | 60 × 30 | 1971年 |
| 北海道 | 北海道   | 札幌市   | 札幌市星置スケート場                                       | 北緯43度8分15.1秒 東経141度13分5.8秒   | 60 × 30 | 1985年 |
| 北海道 | 北海道   | 釧路市   | 大進スケートセンター                                       | 北緯42度59分55.2秒 東経144度25分4秒    | 56 × 26 | 1984年 |
| 北海道 | 北海道   | 泊村     | 泊村アイスセンター「とまリンク」                           | 北緯43度3分51秒 東経140度29分48.6秒    | 60 × 30 | 1998年 |
| 東北   | 岩手県   | 盛岡市   | みちのくコカ・コーラボトリングリンク                       | 北緯39度41分29秒 東経141度7分21.9秒    | 60 × 30 | 2015年 |
| 東北   | 宮城県   | 仙台市   | アイスリンク仙台                                           | 北緯38度19分1.9秒 東経140度53分31.8秒  | 56 × 26 | 1988年 |
| 関東   | 埼玉県   | 上尾市   | 埼玉アイスアリーナ                                         | 北緯35度58分10.3秒 東経139度36分35.2秒 | 60 × 30 | 2014年 |
| 関東   | 千葉県   | 千葉市   | アクアリンクちば                                           | 北緯35度36分40.1秒 東経140度4分16.6秒  | 60 × 30 | 2005年 |
| 関東   | 千葉県   | 船橋市   | 三井不動産アイスパーク船橋                                 |                                        | 60 × 30 | 2020年 |
| 関東   | 東京都   | 新宿区   | 明治神宮外苑アイススケート場                               | 北緯35度40分49秒 東経139度42分53.6秒   | 60 × 30 | 1963年 |
| 関東   | 東京都   | 立川市   | MAO RINK TACHIKAWA TACHIHI                                 |                                        | 60 × 30 | 2024年 |
| 関東   | 東京都   | 東大和市 | 東大和スケートセンター                                     | 北緯35度43分59秒 東経139度26分2.6秒    | 60 × 30 | 1993年 |
| 関東   | 東京都   | 西東京市 | ダイドードリンコアイスアリーナ                             | 北緯35度43分41.3秒 東経139度33分55.6秒 | 60 × 30 | 1984年 |
| 関東   | 神奈川県 | 横浜市   | 新横浜スケートセンター                                     | 北緯35度30分28.5秒 東経139度36分44.4秒 | 60 × 30 | 1990年 |
| 関東   | 神奈川県 | 横浜市   | 横浜銀行アイスアリーナ                                     | 北緯35度28分33.3秒 東経139度37分47.6秒 | 60 × 30 | 2015年 |
| 中部   | 新潟県   | 新潟市   | MGC三菱ガス化学アイスアリーナ                              | 北緯37度52分28.7秒 東経139度2分41.2秒  | 60 × 30 | 2014年 |
| 中部   | 長野県   | 軽井沢町 | 軽井沢風越公園アイスアリーナ                               | 北緯36度19分25.6秒 東経138度35分55.2秒 | 60 × 30 | 2009年 |
| 中部   | 愛知県   | 名古屋市 | 名古屋スポーツセンター（大須スケートリンク）               | 北緯35度9分27.1秒 東経136度53分56.3秒  | 56 × 26 | 1953年 |
| 中部   | 愛知県   | 名古屋市 | 邦和みなと スポーツ&カルチャー みなとアイスリンク          | 北緯35度6分23.7秒 東経136度52分56.3秒  | 60 × 30 | 1981年 |
| 中部   | 愛知県   | 豊田市   | 中京大学アイスアリーナ「オーロラリンク」                   | 北緯35度8分20.9秒 東経137度8分47.1秒   | 60 × 30 | 2007年 |
| 中部   | 愛知県   | 長久手市 | 愛・地球博記念公園アイススケート場                         | 北緯35度10分27.8秒 東経137度5分18.8秒  | 60 × 30 | 2006年 |
| 近畿   | 京都府   | 宇治市   | 木下アカデミー京都アイスアリーナ（京都宇治アイスアリーナ） |                                        | 60 × 30 | 2019年 |
| 近畿   | 大阪府   | 大阪市   | 浪速スポーツセンター アイススケート場                      | 北緯34度39分40.6秒 東経135度29分57.9秒 | 60 × 30 | 2005年 |
| 近畿   | 大阪府   | 高槻市   | 関西大学 たかつき アイスアリーナ                           | 北緯34度52分24.7秒 東経135度34分46.2秒 | 60 × 30 | 2006年 |
| 近畿   | 大阪府   | 守口市   | 守口スポーツプラザVIVAスケート                             | 北緯34度44分32.7秒 東経135度33分41.5秒 | 56 × 26 | 2006年 |
| 近畿   | 大阪府   | 高石市   | 大阪府立臨海スポーツセンター アイススケート場              | 北緯34度31分44.8秒 東経135度25分44.6秒 | 59 × 27 | 1991年 |
| 近畿   | 大阪府   | 泉佐野市 | 関空アイスアリーナ                                         |                                        | 60 × 30 | 2019年 |
| 近畿   | 兵庫県   | 西宮市   | ひょうご西宮アイスアリーナ                                 | 北緯34度41分53.2秒 東経135度21分53.8秒 | 60 × 30 | 2013年 |
| 近畿   | 兵庫県   | 神戸市   | シスメックス神戸アイスキャンパス                           |                                        | 60 × 30 | 2025年 |
| 中国   | 岡山県   | 岡山市   | 岡山国際スケートリンク                                     | 北緯34度38分33.1秒 東経133度55分36.4秒 | 60 × 30 | 1995年 |
| 中国   | 岡山県   | 倉敷市   | ヘルスピア倉敷・アイスアリーナ                             | 北緯34度33分16.3秒 東経133度43分14.1秒 | 60 × 30 | 2014年 |
| 四国   | －       | －       | －                                                         | －                                     | －      | －     |
| 九州   | 福岡県   | 福岡市   | オーヴィジョンアイスアリーナ                               | 北緯33度36分4.8秒 東経130度25分1.6秒   | 60 × 30 | 1991年 |
| 九州   | 福岡県   | 久留米市 | スポガ久留米 アイススケートリンク                          | 北緯33度18分52.6秒 東経130度31分53.7秒 | 56 × 28 | 1967年 |
| 九州   | 福岡県   | 飯塚市   | 飯塚アイスパレス                                           | 北緯33度38分38.2秒 東経130度42分20.6秒 | 60 × 30 | 1985年 |
| 九州   | 沖縄県   | 南風原町 | スポーツワールドサザンヒル アイスアリーナ                  | 北緯26度12分27.3秒 東経127度43分44秒   | 58 × 28 | 1997年 |

#### カーリング場
カーリングでは霧状の蒸留水を散布して、「ペブル」と呼ばれる微細な氷の突起をリンク上につくる。他の氷上競技ではリンク上をより平滑にするための製氷が行われるため、「ペブル」は邪魔なものとなる。